# Lorges
Lorges – miejscowość i gmina we Francji, w Regionie Centralnym, w departamencie Loir-et-Cher.
Według danych na rok 1990 gminę zamieszkiwały 273 osoby, a gęstość zaludnienia wynosiła 20 osób/km² (wśród 1842 gmin Centre, Lorges plasuje się na 868. miejscu pod względem liczby ludności, natomiast pod względem powierzchni na miejscu 957.).